# Iakchos
Iakchos (gr. Ἴακχος Íakchos, łac. Iacchus) – w mitologii greckiej młody bóg, który przedstawiany w wieńcu z mirtu i pochodnią w dłoni przewodził misteriom eleuzyńskim. Uważany za syna Zeusa i Demeter bądź Dionizosa i nimfy Aury.
Włączony do wierzeń orfickich jako syn Zeusa i Persefony oraz wcielenie Zagreusa.